# Stefan Schael (Schauspieler)

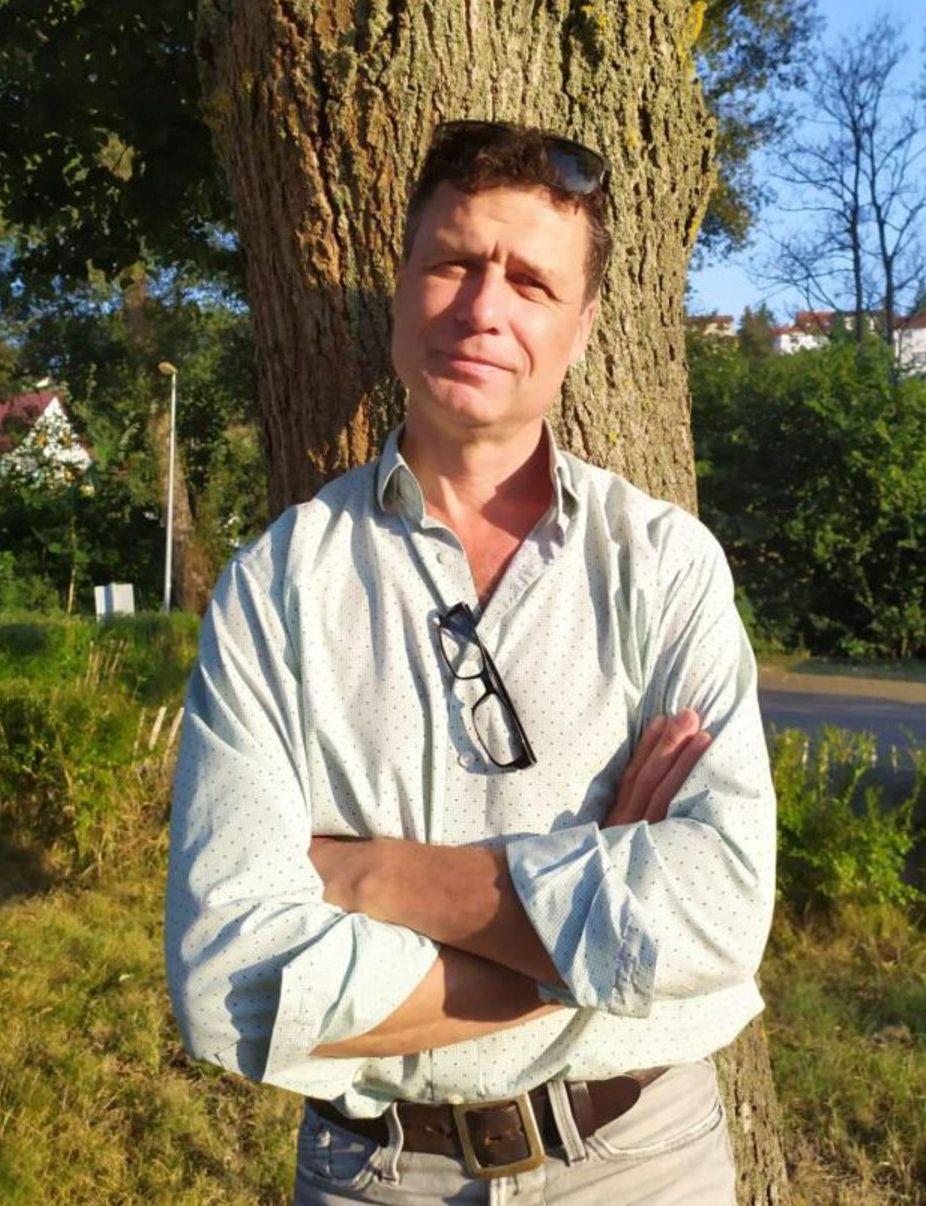
Stefan Schael 2024

Stefan Schael (* 4. November 1965 in Wissel) ist ein deutscher Schauspieler, Sänger und Musiktherapeut.

## Leben und Wirken
Im niederrheinischen Wissel geboren studierte Stefan Schael am Hamburgischen Schauspielstudio unter der Leitung von Hildburg Frese und absolvierte 1992 vor der paritätischen Prüfungskommission in Hamburg seinen Abschluss für Schauspiel und Musical.
Nach einem kurzen Engagement in der Spielzeit 1991/92 an den Hamburger Kammerspielen und dem Fränkischen Theater Schloß Maßbach war Schael von 1992 bis 2003 festes Ensemblemitglied am Südthüringischen Staatstheater in Meiningen mit tragenden Rollen u. a. als Othello, Lysander (Sommernachtstraum), Molina (Kuß der Spinnenfrau), Bernardo (West Side Story), Roman Cycowski (Comedian Harmonist) und in seiner Paraderolle Elvis. Stefan Schael gilt seither als einer der besten deutschen Elvis Presley-Interpreten. Er arbeitete u. a. mit Ephraim Kishon, Janusz Wisniewski, Fritz Bennewitz, Gunther Emmerlich, Katja Ebstein und Deborah Sasson (Phantom der Oper) zusammen.
2003 beendete Schael sein festes Engagement am Staatstheater in Meiningen und begann eine Karriere als freier Künstler. Unter anderem ging er mehrere Jahre hintereinander für jeweils einige Monate als „Operndirektor Richard“ mit dem „Phantom der Oper“ auf Europa-Tournee, bevor er sich von 2008 bis 2011 an der Europäische Akademie der Heilenden Künste zum Musiktherapeuten ausbilden ließ. Seit 2012 widmet er sich als Musiktherapeut in einer Klinik in Bad Kissingen vorrangig psychisch erkrankten Jugendlichen und jungen Erwachsenen. Darüber hinaus ist er aber auch weiter als freier Schauspieler, Regisseur und deutschlandweit auf Kleinkunstbühnen als Sänger (z. T. auch mit eigener Band), Liedermacher, Autor und szenischer Sprecher in Lesungen tätig. Als Sprecher war Schael mittlerweile an der Produktion zahlreicher Hörbüchern beteiligt. Darunter seine auch vom Deutschen Literatur Archiv in Marbach adaptierte Eigenproduktion „Der Zauberlehrling und andere Balladen“. Ergänzend schrieb er Bühnenstücke für Laienbühnen und arbeitete bei mehreren Filmprojekten mit.
Stefan Schael lebt in einem kleinen Dorf bei Meiningen in Südthüringen und ist Vater zweier Söhne.

## Theaterrollen (Auswahl)
1993 bis 2015
- 1993 Molina in „Kuss der Spinnenfrau“
- 1993 Theo Dorant in „Liebesperlen“
- 1994 Othello in „Othello“[13]
- 1994 Bernardo in „West Side Story“
- 1994 Graf Isolani in „Wallenstein“
- 1996 Elvis in „Elvis“
- 1996 Lysander im „Sommernachtstraum“
- 1996 Sigi in „Sallah Shabati“
- 1997 Wurm in „Kabale und Liebe“
- 1997 John F. Kennedy in „Jackie“
- 1998 Bürobote in „Sekretärinnen“
- 1999 diverse Charaktere in „Ecce Homo“
- 2000 Roman Cycowski in den „Comedian Harmonists“ (80 Aufführungen)
- 2001 Malcom in „Macbeth“
- 2002 Gremio in „Kiss me Kate“
- 2004 Federzoni in „Leben des Galilei“
- 2005 div. Charaktere in „Salon Figaro“ (Alte Oper Erfurt)
- 2006 Carnero im „Zigeunerbaron“[14]
- 2006 Freddy in “My Fair Lady”[15]
- 2007 Valentin in „Faust 1“[16]
- 2012 bis 2014 div. Charaktere in der Trilogie „Das Geheimnis der Dunkelgräfin“ (Stadttheater Hildburghausen)[17]
- 2015 Kaplan in „Die Nibelungen“[18]

## Diskografie (Auswahl)
- DAS PHANTOM DER OPER – Original Tour Cast 3for1 trinity concerts 2006
- Ein bisschen Leichtsinn kann nicht schaden – Die Meininger Comedian Harmonists, Eastwave Music 2001
- Der Zauberlehrling und andere Balladen, Eastwave Music 2005, ISBN 978-3-936084-67-2
- Soforthilfe bei Angst 2011, ISBN 978-3-9810527-1-8
- Der Piratenlehrling, Thono Audio Verlag 2020, ISBN 978-3-943278-72-9
- Mordärzte. Ein Lüneburg Krimi, Thono Audio Verlag 2020, ISBN 978-3-945264-06-5
- Stefan Schael singt Elvis, Audiolodge Studio 2024